# Helmut Phung
Helmut Phung (* 1991 oder 1992) ist ein deutscher Pokerspieler. Er gewann 2022 ein Bracelet bei der World Series of Poker Europe.

## Persönliches
Phung arbeitet hauptberuflich in der Software-Industrie.

## Pokerkarriere
Phung erlernte das Pokerspiel im Jahr 2022 intensiv und erzielte Ende Mai 2022 seine ersten Preisgeldplatzierungen bei Live-Pokerturnieren in Venlo. Anfang Juni 2022 sicherte er sich für seinen fünften Platz beim High Roller der Belgian Poker Challenge in Namur eine Auszahlung von 15.400 Euro. Ende Oktober 2022 spielte der Deutsche erstmals bei der World Series of Poker Europe im King’s Resort in Rozvadov. Dort setzte er sich bei einem Event der Variante Pot Limit Omaha gegen ein 566-köpfiges Teilnehmerfeld durch und erhielt ein Bracelet sowie den Hauptpreis von rund 55.000 Euro. Anfang Dezember 2022 gewann Phung in Rotterdam das High Roller des Circuits der World Series of Poker mit einer Siegprämie von über 45.000 Euro.
Insgesamt hat sich Phung mit Poker bei Live-Turnieren knapp 250.000 US-Dollar erspielt.